# Madison County, New York
Madison County är ett administrativt område i delstaten New York, USA, med 73 442 invånare. Den administrativa huvudorten (county seat) är Wampsville.

## Geografi
Enligt United States Census Bureau har countyt en total area på 1 713 km². 1 698 km² av den arean är land och 15 km² är vatten.

### Angränsande countyn
- Oneida County, New York - nordost
- Otsego County, New York - sydost
- Chenango County, New York - söder
- Cortland County, New York - sydväst
- Onondaga County, New York - väster
- Oswego County, New York - nordväst

## Orter

### Stad
Countyt har en stadskommun: 	
- Oneida

### Kommuner (towns), mindre orter (villages)
- Brookfield
  - saknar villages
- Cazenovia, med en village:
  - Cazenovia
- DeRuyter, med en village:
  - DeRuyter
- Eaton, med en village:
  - Morrisville
- Fenner
  - saknar villages
- Georgetown
  - saknar villages
- Hamilton, med två villages:
  - Earlville (delvis)
  - Hamilton
- Lebanon
  - saknar villages
- Lenox, med två villages:
  - Canastota
  - Wampsville (huvudort)
- Lincoln
  - saknar villages
- Madison, med en village:
  - Madison
- Nelson
  - saknar villages
- Smithfield
  - saknar villages
- Stockbridge, med en village:
  - Munnsville
- Sullivan, med en village:
  - Chittenango